# Генін
Гені́н, ені́н, ене́н (фр. hennin) — складний жіночий головний убір на каркасі з китового вусу, металу, накрохмаленого полотна чи твердого паперу, що був поширеним у XV столітті в період «бургундської моди» і був улюбленим головним убором знаті.
Французьке hennin, ймовірно, походить від нід. henninck — «півень».
Інша назва цього головного убору — ату́р (від фр. atour — «накручений», «навернений»; у сучасній мові atours означає «жіноче вбрання, шати»).
Найпоширеніші варіанти геніна виконувалися у вигляді конуса, зрізаного конуса чи труби. Генін «подвійна цукрова голова» мав вигляд роздвоєного конуса, «рогатий» генін облягав зачіску з валиками з волосся по боках голови. Волосся, що вибивалося з-під геніна, виголювали, залишаючи лише маленький трикутник на лобі.
Виготовляли генін з жорсткого паперу чи накрохмаленого льону, поверх натягували шовк чи іншу коштовну тканину і прикріплювали довгу вуаль. Іноді замість вуалі застосовували невеликий тканинний шлейф. Популярним було й повне драпірування геніна вуаллю. Вуаль прикріплювали навіть у форму складених крил метелика за допомогою вусиків і шпильок. Висота геніна залежала від ступеня знатності жінки. Принцеси носили геніни метрової висоти, придворні панянки — до 50—60 см. Водночас діаметр геніна диктувала мода, він міг бути великим чи дуже малим. При вході у приміщення панянка в геніні присідала. Чоловіки, щоб не здаватися нижчими зростом, надівали капелюхи у вигляді «цукрових голів».
| | |                                                                  |
| Марія Бургундська. Портрет роботи Міхаеля Пахера, близько 1490 року. 47,5×35. Зібрання Хайнца Кістерса, Крейцлінген, Швейцарія | Маргарета ван Ейк. Портрет роботи Яна ван Ейка. 1439. 32,6×25,8 см, Муніципальна художня галерея, Брюгге | Ганс Мемлінг Фрагмент картини Алегорія істинної любові, 1485–90. |